# 明政 (李子通)
明政（めいせい）は、隋末唐初に楚政権を樹立し自立した李子通が建てた私年号。
619年 - 621年。

## 西暦・干支との対照表
| 明政 | 元年  | 2年   | 3年   |
| 西暦 | 619年 | 620年 | 621年 |
| 干支 | 己卯  | 庚辰  | 辛巳  |